# 麥基恩號驅逐艦 (DD-90)
6°31′S 154°52′E / 6.517°S 154.867°E
麥基恩號驅逐艦（舷號DD-90）是一艘美國海軍建造的驅逐艦，為維克斯級驅逐艦的16號艦。她是美軍第一艘以麥基恩為名的軍艦，以紀念在美國內戰時期的海軍軍官威廉·麥基恩（William McKean）。
麥基恩號在1918年於聯合鋼鐵廠開始建造，在同年下水，於1919年服役，其時第一次世界大戰已經結束。接著麥基恩號留在近海執勤，在1922年退役，並長期封存。第二次世界大戰爆發後，麥基恩號重返現役，並改裝為高速運輸艦。太平洋戰爭爆發後，麥基恩號被派往西南太平洋戰場，並參與瓜島戰役及所羅門群島戰役。1943年11月17日，麥基恩號在奧古斯塔皇后灣外遭日本飛機擊沉。
麥基恩號在第二次世界大戰共獲得四枚戰鬥之星，並獲一次海軍集體嘉獎勳表。